# Frontrock
Frontrock (zapisano tudi kot Front Rock) je slovenska glasbena založba s sedežem v Mariboru, ki deluje na lokalni punk in rock sceni, kot podružnica zavoda Kulturni center Maribor (prej Subkulturni azil Maribor).
Založbo je ustanovil Dušan Hedl leta 1987 v Mariboru kot eno prvih neodvisnih glasbenih založb na Slovenskem. Znana je kot založba, ki odpira pot komercialno manj zanimivim rockovskim in punk skupinam; med skupinami, ki so pri njej izdali prvenec, so denimo ormoški Pridigarji.
Leta 1992 je pri Frontrock izšel kompilacijski album, ki so ga promovirali s skupnimi koncerti izvajalcev. Organizacija je prerasla v No Border Jam, prvi underground festival v samostojni Sloveniji.